# Marumba rothschildi
Marumba rothschildi är en fjärilsart som beskrevs av Huwe 1906. Marumba rothschildi ingår i släktet Marumba och familjen svärmare. Inga underarter finns listade i Catalogue of Life.